# Kim van Sparrentak
Kimberly (Kim) van Sparrentak (Middelburg, 16 oktober 1989) is een Nederlands politica namens GroenLinks. Sinds 2 juli 2019 is ze lid van het Europees Parlement.

## Biografie
Van Sparrentak studeerde politicologie en Future Planet Studies aan de Universiteit van Amsterdam en Urban Environmental Management aan de Wageningen University. Van Sparrentak was werkzaam als klimaatonderzoeker. Daarnaast was ze klimaat- en milieuactivist voor het World Information Service on Energy.

## Politieke carrière
Van Sparrentak was actief bij DWARS, de jongerenafdeling van GroenLinks, en de Federatie van Jonge Europese Groenen. Bij de Europese Parlementsverkiezingen van 2014 werd ze lid van het campagneteam en is ze anderhalf jaar in Nieuw-Zeeland geweest voor haar studie waarna ze daar een baan kreeg.
Bij de Europese Parlementsverkiezingen van 2019 werd Van Sparrentak namens GroenLinks kandidaat nummer 7 en werd ze met voorkeurstemmen verkozen en op 2 juli geïnstalleerd als lid van het Europees Parlement. Ze is hier actief in de commissie Interne markt en consumentenbescherming. Ze hield zich hier voornamelijk bezig met digitalisering, sociale zaken, wonen en ze was bovendien mede-voorzitter van de LGBT-werkgroep. Verder was Van Sparrentak mede-onderhandelaar namens het Europees Parlement bij de totstandkoming van de wet Verordening digitale diensten (DSA). Ook was ze verantwoordelijk voor het initiatiefrapport om verslavend ontwerp van online diensten tegen te gaan.
Tijdens de Europese Parlementsverkiezingen van 2024 werd Van Sparrentak herkozen, ze stond als kandidaat nummer 4 op de gezamenlijke GroenLinks-PvdA kieslijst.

## Huisvestingsrapport
In juli 2020, kwam ze met het rapport On access to decent and affordable housing for all, waarin de slechte toestand van de huisvesting in Europa wordt beschreven. Het bespreekt dakloosheid, energiearmoede, betaalbaarheid, Airbnb, de kwaliteit van woningen en het gebrek aan woningen. Het rapport is met grote meerderheid door het Europese Parlement aangenomen. Van Sparrentak stelt in haar rapport dat goed en betaalbaar wonen een mensenrecht is en dat in heel Europa huisvesting een enorm probleem is. Naar aanleiding van haar huisvestingsrapport werd in 2021 de Verklaring van Lissabon ondertekend, waarin is afgesproken dat in 2030 dakloosheid in heel Europa zal zijn opgelost.
Malik Azmani (VVD) · 
Jeannette Baljeu (VVD) · 
Tom Berendsen (CDA) ·
Brigitte van den Berg (D66) ·
Rachel Blom (PVV) · 
Anouk van Brug (VVD) · 
Mohammed Chahim (GL-PvdA) · 
Ton Diepeveen (PVV) · 
Marieke Ehlers (PVV) · 
Bas Eickhout (GL-PvdA) ·
Raquel García Hermida-van der Walle (D66) ·
Gerben-Jan Gerbrandy (D66) ·
Dirk Gotink (NSC) ·
Bart Groothuis (VVD) ·  
Anja Hazekamp (PvdD) · 
Sebastian Kruis (PVV) · 
Ingeborg ter Laak (CDA) ·
Reinier van Lanschot (Volt) ·
Jessika van Leeuwen (BBB) · 
Jeroen Lenaers (CDA) ·
Marit Maij (GL-PvdA) · 
Thijs Reuten (GL-PvdA) · 
Bert-Jan Ruissen (SGP) · 
Sander Smit (BBB) · 
Kim van Sparrentak (GL-PvdA) ·
Sebastiaan Stöteler (PVV) · 
Tineke Strik (GL-PvdA) ·
Anna Strolenberg (Volt) ·
Catarina Vieira (GL-PvdA) ·
Lara Wolters (GL-PvdA) · 
Auke Zijlstra (PVV)
de delegatieleiders staan vet weergegeven
- Gemeinsame Normdatei: 120188702X
- Parlement.com: vkywk2a17vjw
- Virtual International Authority File: 4605157704210244440002